# 山田真夕
山田 真夕（やまだ まゆ）は、NHKのアナウンサー。

## 人物・来歴
栃木県下野市出身。
お茶の水女子大学文教育学部を卒業後、2021年（令和3年）4月に入局。初任地は山形放送局。

## 嗜好・挿話
- 大学2年の時に、2019ミス・インターナショナル・日本代表選出大会に栃木県代表として出場[1]。「ハッピースマイル賞」を受賞した。

## 現在の担当番組
- まるっと!（キャスター : 2025年3月31日 - ）[2]
- 東海3県・東海北陸のニュース

## 過去の担当番組

### 山形放送局時代（2021年度 - 2024年度）
- やままる（キャスター：2022年4月4日 - 2025年3月21日）（隔週担当）[3]
- 山形県のニュース
- NHKニュースおはよう日本（平日5時台）
  - 大谷舞風の代理キャスター（2024年8月13日 - 16日）
- あさイチ（2024年12月5日「愛でたいnippon 山形」リポーター）
- 午後LIVE ニュースーン（2024年12月11日 - 13日）